# Чурозеро (озеро, Карелия)
Чурозеро — пресноводное озеро на территории Паданского сельского поселения Медвежьегорского района Республики Карелии.

## Общие сведения
Располагается на высоте 124,1 метров над уровнем моря.
Форма озера лопастная, продолговатая: оно более чем на полтора километра вытянуто с северо-запада на юго-восток. Берега изрезанные, каменисто-песчаные, местами заболоченные.
Через озеро протекает река Лазаревская, берущая начало из Маслозера и впадающая в реку Волому, в свою очередь, впадающую в Сегозеро.
В северо-западную оконечность Чурозера впадает река Чурьюги.
Острова на озере отсутствуют.
Вдоль юго-западного берега Чурозера проходит автодорога местного значения 86К-165 («Чёбино — Паданы — Шалговаара — Маслозеро»).
Населённые пункты вблизи водоёма отсутствуют.